# 拉斯邦巴斯銅礦
拉斯邦巴斯銅礦（Las Bambas copper mine），又譯拉斯班巴斯銅礦，是秘鲁的一个大型露天铜矿場。该多金属矿場位于秘鲁安第斯山脉南部阿普里马克地区科塔班巴斯省查尔瓦瓦乔区，海拔约4000米处。该矿床拥有超过10亿吨的铜矿石，是世界上最大的矿床之一。每天开采大约140,000吨铜矿石， 估计該矿山寿命至少为20年。该矿生产全球2%的铜。 
拉斯邦巴斯项目除了铜精矿外，还将生产钼精矿，两种精矿都将以双峰的方式从拉斯班巴斯采矿作业运输到Puerto Matarani。
五礦資源从嘉能可以58.5亿美元收购了拉斯邦巴斯铜矿项目。偉凱律師事務所向由国信国际投资有限公司 (22.5%) 和中信金属 (15.0%) 的全资子公司五礦資源(62.5%) 组成的财团提供法律服务。 

## 爭議
自2016年开始營運以来，该铜矿曾多次引发抗议和围堵活动。主要原因是该矿运输道路经过的琼比维卡省居民抱怨尽管该矿收益颇丰，但并未给他们带来收益。琼比维卡省的居民声称，卡车扬起的灰尘污染了他们的庄稼，他们也没有从道路的使用上获得足够经济补偿。此前，琼比维卡当地社区的一名领导人称，该公司的最新提议包括每年向每个社区支付2.47万美元，但相比之下，其他社区收到的补偿则是他们的七倍，他将该方案形容为“笑话”。当地居民要求矿业公司对修建采矿道路所使用的土地给予经济补偿、让当地企业和居民成为该公司在运输、道路维护及其他服务的供应商，以及投资该地区的项目。矿方则认为当地人的要求“过分”。
2022年4月開始，礦場被原住民佔據，礦工示威抗議其工作的礦場被原住民佔領，要求政府驅逐佔領者。原住民指集團在他們的原居地挖礦，要求更多賠償。礦場負責人與官員商討後，指情況不能持續下去，希望和原住民對話。5月30日，礦場晚有設施起火，無人受傷，原住民代表則否認放火。